# 11332 Jameswatt
11332 Jameswatt este o planetă minoră (asteroid), cu un diametru de 4,289 km, din centura de asteroizi. A fost descoperită pe 15 aprilie 1996 la Observatorul La Silla de Eric Walter Elst și a fost numită după James Watt. 
Obiectul prezintă o orbită caracterizată de o semiaxă mare de 2,6243189 UAi, o excentricitate de 0,12, o înclinație de 2,87375 ° în raport cu ecliptica.